# NGC 4384
NGC 4384 ist eine Spiralgalaxie mit ausgedehnten Sternentstehungsgebieten vom Hubble-Typ Sa/P im Sternbild Ursa Major. Sie ist schätzungsweise 116 Millionen Lichtjahre von der Milchstraße entfernt und hat einen Durchmesser von etwa 45.000 Lj.
Am 10. August 2000 wurde von Migliardi mit SN 2000de eine Supernova vom Typ Ib in dieser Galaxie entdeckt.
Das Objekt wurde am 2. April 1791 von Wilhelm Herschel entdeckt.